# Amietia
Amietia es un género de anfibios anuros de la familia Pyxicephalidae. Se distribuyen por el centro y el sur de África.

## Especies
Se reconocen las siguientes 17 especies:
- Amietia amieti (Laurent, 1976)
- Amietia angolensis (Bocage, 1866)
- Amietia desaegeri (Laurent, 1972)
- Amietia fuscigula (Duméril & Bibron, 1841)
- Amietia hymenopus (Boulenger, 1920)
- Amietia inyangae (Poynton, 1966)
- Amietia johnstoni (Günther, 1894)
- Amietia lubrica (Pickersgill, 2007)
- Amietia moyerorum Channing, Dehling, Loetters & Ernst, 2016
- Amietia poyntoni[2] Channing & Baptista, 2013
- Amietia quecketti[2] (Boulenger, 1895)
- Amietia ruwenzorica (Laurent, 1972)
- Amietia tenuoplicata (Pickersgill, 2007)
- Amietia vandijki (Visser y Channing, 1997)
- Amietia vertebralis (Hewitt, 1927)
- Amietia viridireticulata (Pickersgill, 2007)
- Amietia wittei (Angel, 1924)